# Likavka
Likavka (szlovákul Likavka) község Szlovákiában, a Zsolnai kerület Rózsahegyi járásában.

## Fekvése
Rózsahegytől 1 km-re északra, a Vág jobb partján, a Likavka-patak völgyében fekszik. Az 59-es főút áthalad a településen.

## Története

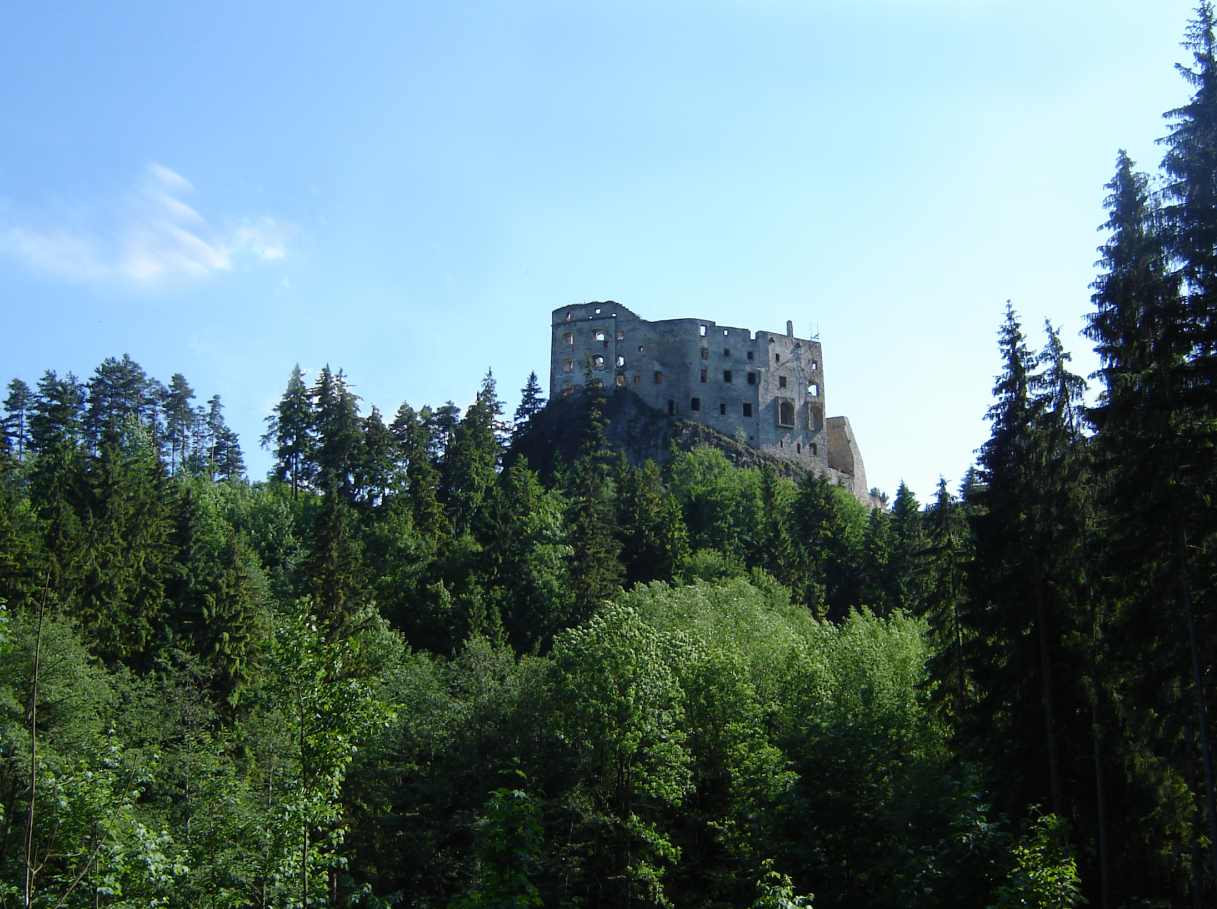
A likavkai vár

Várát valószínűleg a 13. század második felében[forrás?] építtette Dancs mester, a Balassák őse. A falu a 14. században keletkezett, amikor pásztorokat telepítettek ide és a vár jobbágyfaluja lett. Első említése 1341-ből származik. A várat 1397-től említik, amikor Prokop morva őrgróf elfoglalta, de Zsigmond 1399-ben visszaszerezte, majd királyi várként a liptói ispánság tartozéka lett. 1431-ben leégett, majd 1440-es újjáépítésekor átalakították. Giskra huszitáitól Mátyás foglalta vissza, akinek egyik kedvenc tartózkodási helye volt a vadban gazdag vidék. Sokáig lakott itt fia, Corvin János is, aki mint liptói gróf kapta Likavát – a főkapu felett még a 18. században is látható volt a Hunyadi-címer.
A mohácsi vészt követően egy nagyobb értékű pénzleletet rejtettek el a település közelében. 1549-ben 14 adózó háztartást számláltak itt, ekkor vízimalom és fűrészüzem is működött a településen. 1600-ban 23 lakott háza volt, ezen kívül még vízimalom és 17 lakatlan telek áll a faluban. Az 1625-ös urbárium szerint 12 jobbágytelkén 25 család élt, valamint 38 zsellérház is állt a községben. A 16-17. században épültek a külső vár erődítményei. Thököly Sebestyén birtoka, majd elkobzásakor a császáriak lerombolták. 1707-ben a kurucok foglalták el, majd egyre elhagyottabb lett és fokozatosan leomlott.
1715-ben 16 adózó portája volt a falunak. 1787-ben 89 házában 883 lakos élt.
A 18. század végén Vályi András így ír róla: „LIKAVKA. Tót falu Liptó Várm. földes Ura a’ K. Kamara, lakosai katolikusok, fekszik Rozembergnek szomszédságában, mellynek filiája, Korvinus János által építtetett, költséges Vára 1707dikben le rontattatott. Legelője szoross, földgye közép termékenységű, határjának egy része síkos, mind a’ két féle fája elég van, a’ Rózembergi piatztól sints meszsze.”
1828-ban 179 háza és 1228 lakosa volt. Lakosai tutajozással, fafaragással, szövéssel, kosárfonással foglalkoztak.
Fényes Elek 1851-ben kiadott geográfiai szótárában így ír a faluról: „Likava, tót falu, Liptó vármegyében, Rozenbergtől északra egy fertály órányira: 1227 kath. lak. – Feje egy kamarális nagy uradalomnak. Határja nagy, erdeje szép fenyvesekkel és vadakkal gazdag. Urasági tehenészet, juhtartás. Láthatni itt a Choes hegyén egy régi várnak omladékait is, mellyről azt hiszik, hogy Mátyás király épitette légyen. Hajdan gr. Illésházi és Tökölyek is birták.”
A falu lakói évszázadokig a szentmártoni templomba jártak istentiszteletre, a Szent György templom 1889-re épült fel. A trianoni diktátumig Liptó vármegye Rózsahegyi járásához tartozott.
1945-ben a helyiek aktívan részt vettek a felszabadító harcokban, amiért 11 lakost végeztek ki.

## Népessége
| Év:            | 1994. | 2004.   | 2014.   | 2024.   |
| -------------- | ----- | ------- | ------- | ------- |
| Emberek száma: | 2870  | 3012    | 3045    | 2846    |
| Eltérés:       |       | +4,94 % | +1,09 % | -6,53 % |

| Év:            | 2023. | 2024.   |
| -------------- | ----- | ------- |
| Emberek száma: | 2898  | 2846    |
| Eltérés:       |       | -1,79 % |

1910-ben 2153-an lakták, ebből 1994 szlovák, 92 magyar, 39 német, 1 horvát és 27 egyéb anyanyelvű; továbbá 2038 római katolikus, 64 evangélikus, 41 izraelita, 9 református és 1 görög katolikus vallású volt.
1970-ben 3781 lakosából 3743 szlovák volt.
2001-ben 2915-en lakták, ebből 2894 szlovák és 4 magyar.
2011-ben 3097-en lakták: 3026 szlovák, 15 cseh, 3 magyar és 47 ismeretlen nemzetiségű.

## Neves személyek
- Itt született 1902-ben Donner Pál csehszlovákiai-magyar újságíró, rádiós szerkesztő, műfordító.
- Likava várába menekítették a fiatal Thököly Imrét.
- Itt szolgált kapitányként Nemessányi Bálint (1642/1643 körül - 1706) kuruc diplomata.
- Itt szolgált prefektusként Kereskényi László (1680 körül - 1738), a Rákóczi-szabadságharc kuruc ezredese.
- Itt szolgált prefektusként Usaly Péter (?-1579 előtt) várkapitány, udvarmester.
- Itt ásatott Jozef Hoššo.

## Nevezetességei
- A községtől keletre, 637 m magas hegy tetején állnak Likava várának több emelet magas romjai.
- A neogótikus Szent György templom 1886 és 1889 között épült.
- Két kápolnája közül az egyik a Hétfájdalmú Szűzanya, a másik Jézus Szentséges Szíve tiszteletére van szentelve.

## Külső hivatkozások
- Hivatalos oldal
- Községinfó
- Likavka Szlovákia térképén
- Likava vára (szlovák nyelvű leírás sok képpel)
- Likava vára a szlovák múzeumok honlapján
- Ender festménye
- Likava vára (angolul)
- E-obce.sk Archiválva 2007. november 3-i dátummal a Wayback Machine-ben